# Меховицы (Вологодская область)
Меховицы — упразднённый хутор в Верховажском районе Вологодской области России.

## География
Находилась в северной части области, в подзоне средней тайги, в пределах южной части Важско-Кулойской низины, на правом берегу ручья Меховица (бассейн реки Кулой), на расстоянии примерно 21 километра (по прямой) к востоко-юго-востоку от села Верховажье, административного центра района.

### Климат
Климат характеризуется как умеренно континентальный. Среднегодовая температура воздуха — +1,8 °C. Абсолютный минимум температуры воздуха составляет −46 °C; абсолютный максимум — +37 °C. Безморозный период длится 110—115 дней. Среднегодовое количество атмосферных осадков составляет 637 мм. В течение года преобладают ветра юго-западного направления.

## История
В 1940 году упоминается как хутор Меховица в Нижне-Кулойском сельсовете. По состоянию на 1 января 1973 года в составе Нижнекулойского сельсовета Верховажского района.